# Gehejmestatsrådets medlemmer (1772-1848)
Dette er en liste over medlemmer af gehejmestatsrådet, der blev oprettet i kølvandet på Struensees fald ved Forordningen af 13. februar 1772 og skiftede navn til Statsrådet 22. marts 1848.
| Navn                                                             | Stand og erhverv             | Tiltrædelse       | Afgang                | Sagsområder                                                                                        |
| ---------------------------------------------------------------- | ---------------------------- | ----------------- | --------------------- | -------------------------------------------------------------------------------------------------- |
| Arveprins Frederik                                               | Arveprins                    | 13. februar 1772  | ?                     | Forsæde i Gehejmestatsrådet                                                                        |
| Schack Carl Rantzau                                              | Rigsgreve, godsejer          | 13. februar 1772  | 9. juli 1772          | |
| Adolph Sigfried von der Osten                                    | Greve, diplomat              | 13. februar 1772  | 13. marts 1773        | Udenrigsminister                                                                                   |
| Hans Henrik Rømeling                                             | Admiral                      | 13. februar 1772  | 28. november 1775     | Chef for flåden                                                                                    |
| Joachim Otto Schack-Rathlou                                      | Godsejer                     | 13. februar 1772  | 6. juni 1788          | |
| Otto Thott                                                       | Greve, godsejer              | 1772              | 1785                  | |
| Andreas Peter Bernstorff                                         | Greve, diplomat              | April 1773        | 13. november 1780     | Udenrigsminister                                                                                   |
| Henrik Stampe                                                    | Jurist, generalprokurør      | 1774              | 1789                  | Jura                                                                                               |
| Joachim Godske Moltke                                            | Lensgreve                    | 28. april 1781    | 1784                  | Statsminister                                                                                      |
| Ove Høegh-Guldberg                                               | Kabinetssekretær             | 6. april 1784     | 14. april 1784        | Statsminister                                                                                      |
| Marcus Gerhard Rosencrone                                        | Greve                        | 6. april 1784     | 14. april 1784        | Udenrigsminister, statsminister                                                                    |
| Christian Ludvig Stemann                                         | Deputeret                    | 6. april 1784     | 14. april 1784        | Finansminister                                                                                     |
| Kronprins Frederik                                               | Kronprins                    | 14. april 1784    | 1808 (derefter konge) | Forsæde i Gehejmestatsrådet                                                                        |
| Heinrich Wilhelm von Huth                                        | General                      | 14. april 1784    | 1796                  | Krigsvæsen                                                                                         |
| Frederik Christian Rosenkrantz                                   | Godsejer                     | 1784              | Juni 1788             | Chef for flåden                                                                                    |
| Andreas Peter Bernstorff (igen)                                  | Greve, diplomat              | 1784              | 1797                  | Udenrigsminister, statsminister                                                                    |
| Frederik Christian 2. af Slesvig-Holsten-Sønderborg-Augustenborg | Hertug af Augustenborg       | 7. juni 1786      | 1810                  | Universitet og undervisning                                                                        |
| Ernst Heinrich von Schimmelmann                                  | Greve                        | 1788              | 1831                  | Finansminister                                                                                     |
| Jørgen Erik Skeel                                                | Gehejmeråd                   | 28. november 1789 | 1795                  | Finanser                                                                                           |
| Gregers Christian Haxthausen                                     | Greve                        | 28. november 1789 | 1795                  | |
| Christian Brandt                                                 | Embedsmand                   | 1797              | oktober 1799          | Præsident for Danske Kancelli                                                                      |
| Cay Reventlow                                                    | Greve, godsejer              | 5. juli 1797      | 12. december 1802     | Præsident for Tyske Kancelli                                                                       |
| Christian Ditlev Frederik Reventlow                              | Lensgreve                    | 5. juli 1797      | 1827                  | Statsminister                                                                                      |
| Christian Bernstorff                                             | Greve, diplomat              | 21. maj 1803      | 27. april 1810        | Udenrigsminister                                                                                   |
| Frederik 6.                                                      | Konge                        | 1808              | 3. december 1839      | Forsæde i Gehejmestatsrådet                                                                        |
| Gehejmestatsrådet sat ud af kraft                                | -                            | 1808              | 1814                  | -                                                                                                  |
| Frederik Moltke                                                  |                              | 27. april 1810    | Juni 1814             | Statsminister                                                                                      |
| Niels Rosenkrantz                                                |                              | 1810              | 1824                  | Udenrigsminister 1815-24                                                                           |
| Joachim Godske Moltke (igen)                                     | Lensgreve                    | 7. december 1813  | 1818                  | Statsminister                                                                                      |
| Dronning Marie Sophie Frederikke                                 | Dronning                     | 1814              | 1815                  | Forsæde i Gehejmestatsrådet                                                                        |
| Frederik Julius Kaas                                             | Jurist, embedsmand           | 20. april 1814    | 1827                  | Statsminister, justitsminister, præsident for danske kancelli                                      |
| Johan Sigismund Møsting                                          | Amtmand, embedsmand          | 29. april 1814    | Februar 1842          | Finansminister indtil 1831, statsminister, tidl. præsident i slesvig-holsten-lauenborgske kancelli |
| Ove Malling                                                      | Borgerlig historiker         | 1824              | 1829                  | Universitetsdirektionen                                                                            |
| Ove Ramel Sehested                                               | Jurist                       | 1824              | 1831                  | Generaltoldkammer- og Kommercekollegiet                                                            |
| Otto Joachim Moltke                                              | Greve, godsejer              | 1824              | 1842                  | Præsident i slesvig-holsten-lauenborgske kancelli                                                  |
| Poul Christian von Stemann                                       |                              | 1827              | 1848                  | Justitsminister, præsident for danske kancelli                                                     |
| Steen Andersen Bille                                             | Søofficer                    | 1831              | 1833                  | Flåden                                                                                             |
| Kronprins Christian                                              | Kronprins                    | 1831              | 1839                  | |
| Hans Krabbe-Carisius                                             | Gesandt                      | 17. maj 1831      | 30. marts 1842        | Udenrigsminister                                                                                   |
| Conrad Rantzau                                                   | Rigsgreve, godsejer          | 1831              | 1845                  | |
| Adam Wilhelm Moltke                                              | Lensgreve, godsejer          | 1831              | 22. marts 1848        | Finansminister                                                                                     |
| Christian 8.                                                     | Konge                        | 1839              | 22. marts 1848        | Forsæde i Gehejmestatsrådet                                                                        |
| Kronprins Frederik                                               | Kronprins                    | 1839              | 22. marts 1848        | |
| Arveprins Ferdinand                                              | Arveprins                    | 1839              | 22. marts 1848        | |
| Anders Sandøe Ørsted                                             | Borgerlig embedsmand, jurist | 1842              | 22. marts 1848        | Generalprokurør 1825-1848                                                                          |
| Heinrich Anna Reventlow-Criminil                                 | Greve, godsejer              | 1842              | 22. marts 1848        | Udenrigsminister                                                                                   |
| Carl Moltke                                                      |                              | 22. januar 1848   | 22. marts 1848        | Præsident i slesvig-holsten-lauenborgske kancelli                                                  |
| Carl Emil Bardenfleth                                            | Amtmand, hofchef             | 22. januar 1848   | 22. marts 1848        | |

## Konger
Under Frederik 6. mødtes statsrådet to gange om ugen. Under Wienerkongressen (1814-1815) førte Dronning Marie Sophie Frederikke forsædet i statsrådet. Ellers var det kongen, der førte forsædet. 

## Prinser i statsrådet
Arveprins Frederik indtrådte i statsrådet 13. februar 1772 og havde forsædet. Kronprins Frederik (senere Frederik 6.) indtrådte i statsrådet 14. april 1784 og foretog et statskup. Prins Christian Frederik (senere Christian 8.) indtrådte i statsrådet i 1831. Efter tronskiftet i 1839 indtrådte Kronprins Frederik (senere Frederik 7.) og Arveprins Ferdinand i statsrådet. Arveprinsen blev siddende i statsrådet til sin død i 1863.